# Nicolás Queiroz
Nicolás Queiroz, vollständiger Name Nicolás Queiroz Martínez, (* 7. Mai 1996 in Montevideo) ist ein uruguayischer Fußballspieler.

## Karriere
Der 1,79 Meter große Mittelfeldakteur Queiroz gehört mindestens seit der Clausura 2015 dem Kader des Erstligisten Montevideo Wanderers an. Dort debütierte er unter Trainer Alfredo Arias am 7. Juni 2015 bei der 1:2-Heimniederlage gegen Sud América in der Primera División, als er in der 46. Spielminute für Leandro Reymundez eingewechselt wurde und schließlich den 1:2-Anschlusstreffer erzielte. Insgesamt lief er in der Saison 2014/15 einmal (ein Tor) in der höchsten uruguayischen Spielklasse auf. Während der Spielzeit 2015/16 kam er nicht zum Einsatz. In der Saison 2016 absolvierte er vier Ligaspiele und drei Begegnungen in der Copa Sudamericana 2016. Ein Tor schoss er dabei nicht.